# Yipsi Moreno
Yipsi Moreno González, kubanska atletinja, * 9. november 1980, Camagüey, Kuba. 
Nastopila je na poletnih olimpijskih igrah v letih 2000, 2004, 2008 in 2012 v metu kladiva. Leta 2008 je osvojila naslov olimpijske prvakinje, leta 2004 podprvakinje, leta 2000 četrto, leta 2012 pa šesto mesto. Na svetovnih prvenstvih je osvojila tri zaporedne naslove prvakinje in srebrno medaljo, na panameriških igrah pa prav tako tri naslove prvakinje in srebrno medaljo.